# The Early Years (Eluveitie)
The Early Years is een compilatiealbum van de Zwitserse folkmetalband Eluveitie ter gelegenheid van het tienjarig bestaan van de band. Het album is uitgegeven door Nuclear Blast op 17 augustus 2012. In Canada en de Verenigde Staten werd het op 25 september uitgegeven. De eerste ep van Eluveitie, getiteld Vên, werd voor deze compilatie opnieuw opgenomen en hun eerste studioalbum, Spirit, opnieuw gemasterd.

## Nummers
cd 1 - Vên (re-recorded)
1. D’vêritû Agâge D’bitu
2. Uis Elveti
3. Ôrô
4. Lament
5. Druid
6. Jêzaïg

cd 2 - Spirit (Remastered)
1. Spirit
2. Uis Elveti
3. Your Gaulish War
4. Of Fire, Wind & Wisdom
5. Aidû
6. The Song of Life
7. Tegernakô
8. Siraxta
9. The Dance of Victory
10. The Endless Knot
11. AnDro